# プレゼント (3B LAB.☆の曲)
「プレゼント」は、3B LAB.☆の2枚目のシングル。 2003年6月25日にビクターエンタテインメントから発売された。

## 解説
前作より4ヶ月ぶりにリリースされた。

## 収録曲
1. プレゼント
  - 作詞・作曲：岡平健治
  - 岡平曰く、「自分は10粒涙があったら1粒しかプレゼントできない。その代わりその1粒に100粒のパワーを入れてプレゼントする」。詞は19歳のころに出来たという。
2. 人生旅行記
  - 作詞・作曲：岡平健治
  - 岡平が青春18きっぷで旅をしたときに出来た曲。
3. Ghost Goat
  - 作詞：岡平健治、作曲：千葉貴俊